# Глажевский, Рафал
Ра́фал Глаже́вский (пол. Rafał Głażewski; 9 апреля 1980, Гожув-Велькопольский) — польский гребец-байдарочник, выступал за сборную Польши в первой половине 2000-х годов. Участник двух летних Олимпийских игр, бронзовый призёр чемпионата Европы, победитель многих регат национального и международного значения.

## Биография
Рафал Глажевский родился 9 апреля 1980 года в городе Гожув-Велькопольский Любуского воеводства. Активно заниматься греблей начал в раннем детстве, проходил подготовку в местном одноимённом спортивном клубе MKKS-MOS Gorzów Wielkopolski. Тренировался под руководством собственного отца Петра Глажевского, известного польского тренера по гребле.
Первого серьёзного успеха на взрослом международном уровне добился в 2000 году, когда попал в основной состав польской национальной сборной и благодаря череде удачных выступлений удостоился права защищать честь страны на летних Олимпийских играх 2000 года в Сиднее. Стартовал здесь в зачёте одиночных байдарок на дистанции 1000 метров, но сумел дойти лишь до стадии полуфиналов, где финишировал восьмым.
В 2001, 2002, 2003 годах неоднократно становился чемпионом Польши в различных гребных дисциплинах. В 2004 году в четвёрках на тысяче метрах завоевал бронзовую медаль на домашнем чемпионате Европы в Познани. Будучи одним из лидеров гребной команды Польши, благополучно прошёл квалификацию на Олимпийские игры в Афинах — в составе четырёхместного экипажа, куда также вошли гребцы Томаш Мендельский, Адам Серочиньский и Дариуш Бялковский, на тысяче метрах сумел дойти до финальной стадии турнира, однако в решающем заезде финишировал лишь восьмым.
Последний раз показал сколько-нибудь значимый результат в сезоне 2005 года, когда стал чемпионом Польши в одиночках на дистанции 500 метров и серебряным призёром польского национального первенства в одиночках на дистанции 200 метров. Вскоре по окончании этих соревнований принял решение завершить карьеру профессионального спортсмена, уступив место в сборной молодым польским гребцам.